# Förimpedans

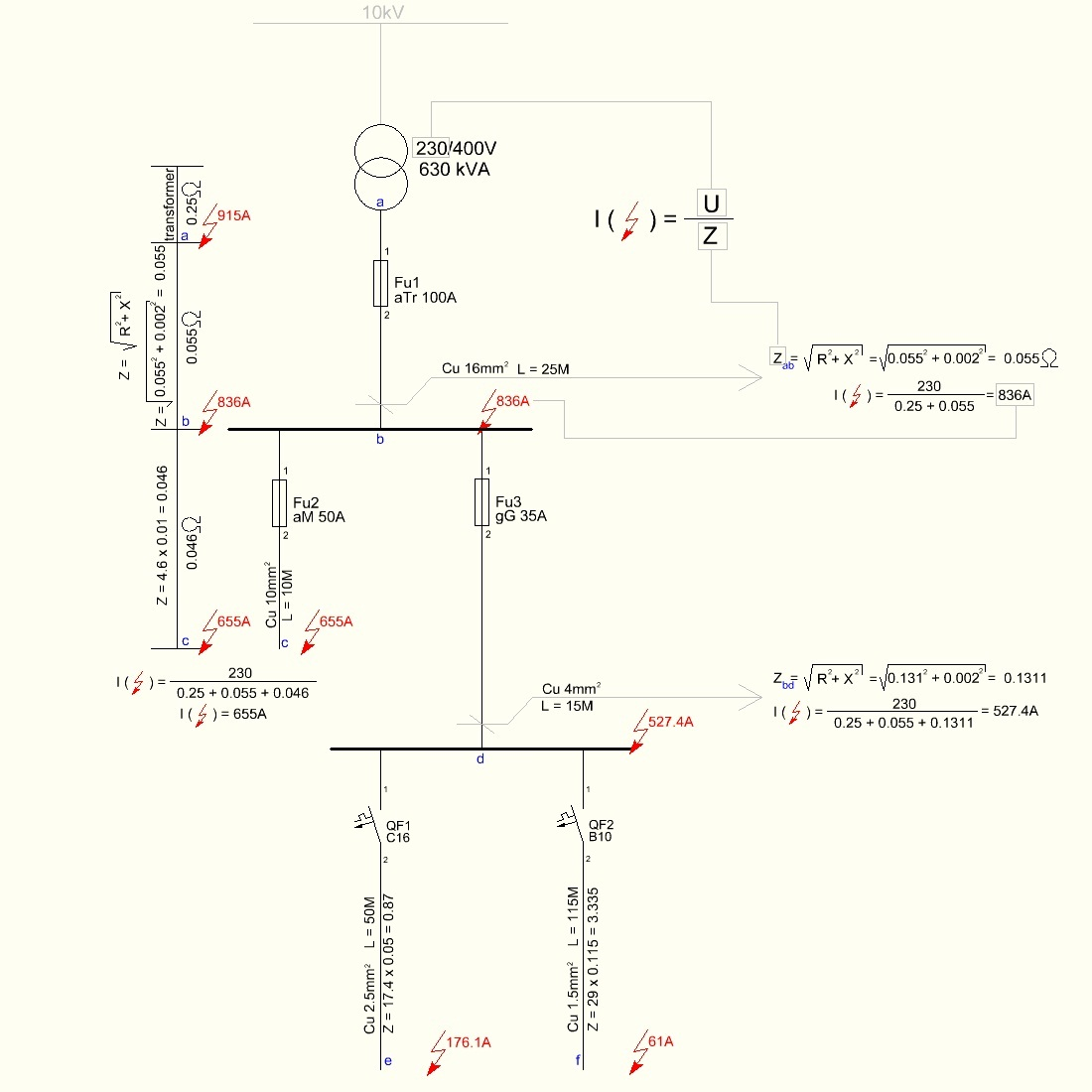

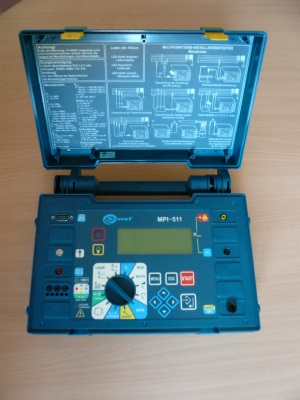

Förimpedans är en elektrisk egenskap i elnät som används för att dimensionera area och längd för elektriska ledare och säkringar. Syftet med att veta förimpedansen är att kontrollera utlösningsvillkoret, det vill säga att säkringen som skyddar (grupp)ledningen löser tillräckligt snabbt vid en kortslutning till fas, nolla eller skyddsjord.

## Förklaring
Vid dimensionering av en elektrisk starkströmsanläggning är det av yttersta vikt att säkringar löser ut tillräckligt snabbt och bryter bort den felaktiga elektriska kretsen. Detta för att undvika elektrisk chock och brandrisk.
En livsviktig regel är att matningen i en elektrisk starkströmsanläggning frånkopplas inom 0,4 s vid kortslutning mellan fas och skyddsjord (höljet) i en apparat.
I SS 424 14 05 finns angivet Imax för utlösning av säkring vid olika tider. Med säkring som skydd gäller t.ex. att en 10 A diazed kräver en ström på minst 82 A (fabrikat Ifö bryter på 56 A) för att lösa inom 0,4 s. En C10A dvärg kräver 100 A. En B10A dvärg kräver istället bara 50 A för att lösa.
Förimpedansen i matande nät är vanligtvis  Ω. Den uppmätta förimpedansen ska multipliceras med 1,5 för att ta hänsyn till elnätets ledartemperatur och spänningsfall (SS 436 40 00, 6C.61.3.6.2). Hårt nedlastat elnät ökar ledartemperaturen och därmed förimpedansen. Beräkning av förimpedans skall ske enligt SEK Handbok 421.
Förimpedansen definieras i "anslutningspunkten" som i en liten anläggning är mätarskåpet i gränsen mellan nätägaren och abonnenten.
Förimpedansen består av impedansen i transformatorn och matande ledningar.  Den används till att dimensionera vid konstruktion av ny elektrisk anläggning. Nätägaren är skyldig att på begäran uppge förimpedansens värde och maximal kortslutningsström.
Genom att mäta förimpedansen i den elanläggningens yttersta punkt får man den totala impedansen i kretsen.
Förstärkning av elnätet kan krävas när variationerna i nätet avviker från värdena i SS-EN 50160 som säger att "Under normala driftförhållanden, undantaget perioder med spänningsavbrott, bör spänningsvariationerna inte överstiga ± 10 % av den nominella spänningen Un". Vid elförsörjning av områden som inte är förbundna med stora sammanhängande elnät eller för elnätanvändare i särskilt avlägsna områden bör spänningsvariationerna inte överstiga +10 % /−15 % av Un. Detta har tidigare stått i IBL77.
Installationstestare fungerar så att den mäter under en halvperiod, med en ström på cirka 20–30 A och bör vara godkänd enligt IEC 61557.
Kortslutningsströmmen Ik1 visar om kortslutningsströmmen är hög nog att lösa ut säkringen. Kortslutningsströmmen betecknas även som jordfelström Ijf. Enligt formeln:
Ijf = c * Un / (Zför * 1.5)
Zför - Uppmätt förimpedans
c - Spänningsfaktor beroende av typ av säkring. Dvärgbrytare c=0,95 och Diazed c=0,85.
Un - Nominell nätspänning. I Sverige 230 V mätt mellan fas och nolla
För gruppledningar ska säkringen lösa inom 0,4 s vid jordfel. Om gruppledningen skyddas av en jordfelsbrytare (JFB) kan man tillåta att säkringen löser ut vid 5 s (i detta fall vid kortslutning L-L och L-N eftersom JFB:n tar hand om L-PE).

## Uppmätning av förimpedans
Värdet på förimpedansen kan uppmätas med ett speciellt instrument "Installationstestare".
Ett alternativt sätt att beräkna förimpedansen är att mäta spänningen U1 och sedan ansluta en rent resistiv last såsom t.ex. en vattenkokare.  Därefter läses spänning U2 och strömmen I av. Denna procedur upprepas 3-6 gånger för att medelvärdesbilda U1 och U2.  Förimpedansen räknas sedan ut med Zför = (U1 - U2) / I Ω.

## Åtgärder som minskar utlösningstiden
- Större ledningsarea[1]
- Jordfelsbrytare där man räknar på 5 s utlösningstid[1]
- Snabbare säkring[1]

## Utlösningsvillkor
Utlösningsvillkoret är beräkningen att säkringen löser ut inom rätt tid, inte minst att den löser ut överhuvudtaget. För lång utlösningstid på säkringen kan uppkomma om förimpedansen är för hög. Vilket bland annat innebär brandfara. Utlösningsvillkor dök första gången upp i förklaring till föreskrifter från cirka 1988. Ordet utlösning av säkring och liknande skyddsapparater förekommer så långt bak som 1960 års föreskrifter.
I nutida texter har benämningen "utlösningsvillkor" börjat ersättas med "automatisk frånkoppling (av matningen)". Bl.a. används denna benämning i elinstallationsreglerna SS436 40 00, utgåva 2.1.